# Светличная, Светлана Афанасьевна
Светла́на Афана́сьевна Светли́чная (15 мая 1940, Ленинакан — 16 ноября 2024, Москва) — советская и российская актриса театра и кино; заслуженная артистка РСФСР (1974).

## Биография
Родилась 15 мая 1940 года в городе Ленинакане (ныне — Гюмри) Армянской ССР в русской семье. Семья Светличных часто переезжала. Светлана пошла в школу в Ахтырке Сумской области Украинской ССР, окончила школу в Советске Калининградской области РСФСР.
В 1958 году отец Светланы вышел в отставку, и семья поселилась в Мелитополе. В этом же году, во многом благодаря настойчивости матери Марии Фёдоровны Светличной, Светлане удалось поступить во ВГИК, на курс Михаила Ромма.
В 1963 году, после окончания института, Светлана Светличная стала актрисой Театра-студии киноактёра.
В 1959 году дебютировала в кино в фильме Михаила Калика «Колыбельная».
Её яркой ролью стала роковая соблазнительница Анна Сергеевна в «Бриллиантовой руке» Леонида Гайдая: Светличная с юмором воплотила абсолютно новый на тот момент типаж женщины — современной, стильной, сексуально раскрепощённой, кроме того, фильм содержал редкую для советского кино эротическую сцену.

Она блестяще вписалась в звёздный ансамбль фильма, и её феерической десятиминутной роли поистине хватило ей на всю жизнь, чтобы скрываться от глаз поклонников, которые не перевелись и по сию пору.
 …если внимательно пересмотреть её большие и малые роли до и после Гайдая, то в них за победительной женственностью, сражающей всех наповал, почти всегда скрывалась детская незащищенность от ударов жизни, которые не одолеть одной лишь красотой.
— Пётр Шепотинник, из анонса телеканала «Россия-Культура» 2020
Актриса работала со многими известными советскими режиссёрами: Григорием Александровым, Станиславом Ростоцким, Марленом Хуциевым, Юлием Файтом, Татьяной Лиозновой, Георгием Данелией, Эдмондом Кеосаяном, Станиславом Говорухиным.
В Театре киноактёра сыграла роль Марьи Тимофеевны Лебядкиной в спектакле «Бесы» по роману Ф. М. Достоевского. В 2015 репетировала роль жены Моцарта в спектакле Евгения Лавренчука, где партнёрами были Даниэль Ольбрыхский, Ольга Яковлева и Игорь Ясулович.
Член Союза кинематографистов СССР, затем Союза кинематографистов России.

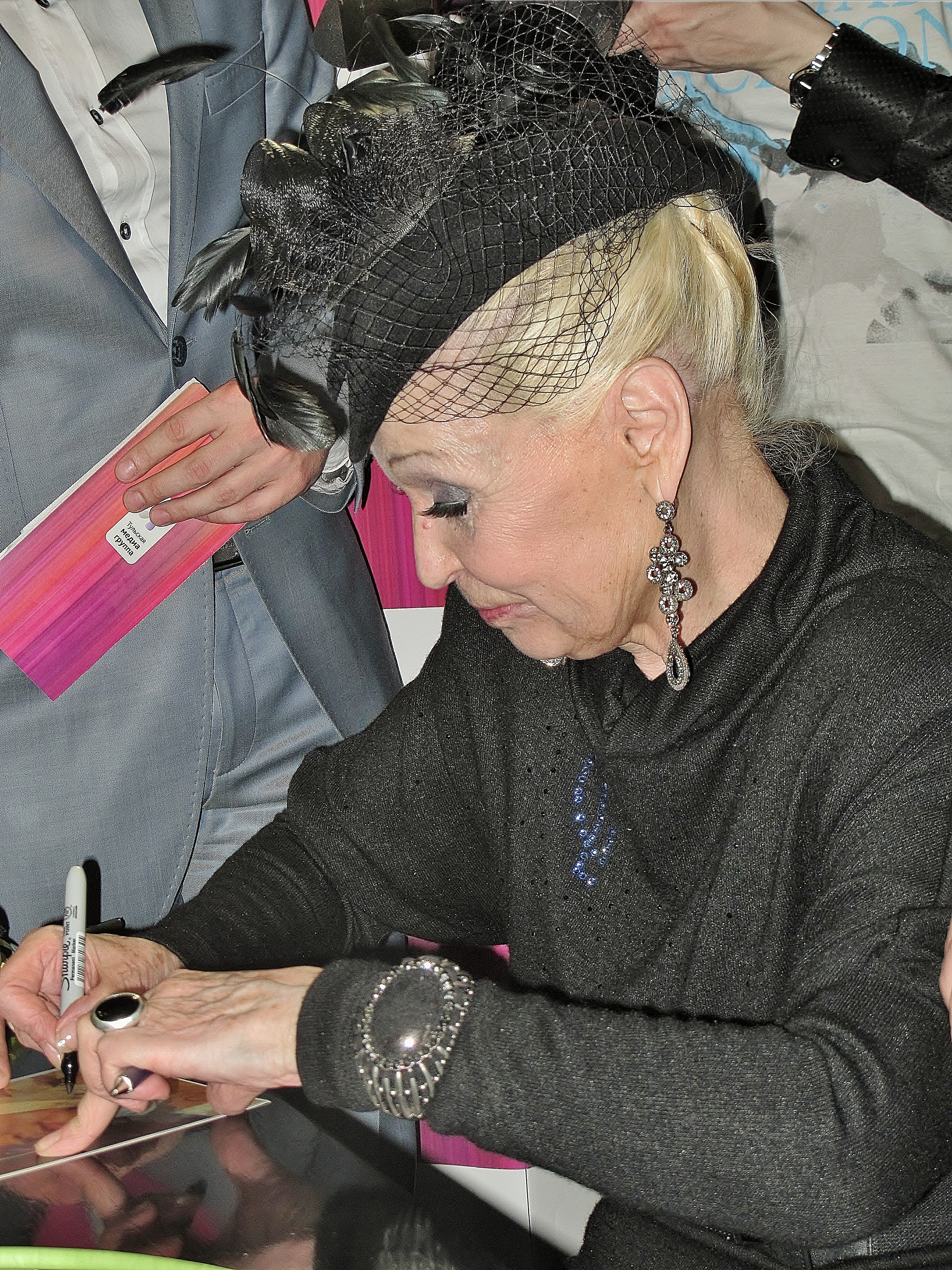
На творческом вечере в Туле (2012)

В разные годы об актрисе выходили телевизионные передачи.

### Болезнь и смерть
В конце августа 2024 года врачи признали актрису неизлечимо больной и присвоили паллиативный статус.
Скончалась утром, 16 ноября 2024 года в возрасте 84 лет в хосписе Мoсквы после тяжёлой продолжительной болезни. Предварительной причиной смерти актрисы стала сердечно-сосудистая недостаточность на фоне опухоли мозга и рака ротоглотки.
Прощание прошло 20 ноября 2024 года в Белом зале Центрального дома кино. Похоронена на Троекуровском кладбище Москвы.

## Семья
Отец — Афанасий Михайлович Светличный, кадровый военный; в годы Великой Отечественной войны служил в контрразведке СМЕРШ, участвовал в спецоперациях, закончил службу в звании подполковника, имея множество государственных наград.
Мать — Мария Фёдоровна Светличная (в девичестве Золотарёва).
Старший брат — Валерий, работал механиком на кораблях.
Младший — Олег, стал военным; вышел в отставку, живёт в Пензе. Родился ровно через 13 лет после актрисы в день её рождения — 15 мая 1953 года.
Светлана Светличная была замужем дважды. 
Первый муж (1961—1995) — Владимир Сергеевич Ивашов (1939—1995), советский и российский актёр, народный артист РСФСР. Похоронен в Москве на Ваганьковском кладбище.
- Сын — Алексей Владимирович Ивашов (род. 1961)[16], стоматолог[19].

- Сын — Олег Владимирович Ивашов (1972—2006)[20][21], похоронен рядом с отцом в Москве на Ваганьковском кладбище[21].

Второй муж (1998) — Сергей Смирнов-Сокольский (1959—2016), бард, поэт, художник; брак был недолгим.

## Фильмография
| Год  |     | Название                                               | Роль                                             |
| ---- | --- | ------------------------------------------------------ | ------------------------------------------------ |
| 1959 | ф   | Колыбельная                                            | Натка                                            |
| 1963 | ф   | Им покоряется небо                                     | Нина Колчина                                     |
| 1963 | ф   | Тётка с фиалками                                       | Светлана                                         |
| 1964 | ф   | Пока фронт в обороне                                   | Катя, связистка                                  |
| 1964 | ф   | Застава Ильича                                         | Светлана                                         |
| 1965 | ф   | Чистые пруды                                           | Катя-русалка                                     |
| 1965 | ф   | Тридцать три                                           | Нина Светлова, диктор телевидения                |
| 1965 | ф   | Стряпуха                                               | Павлина Григорьевна Хуторная (главная роль)      |
| 1965 | ф   | Герой нашего времени                                   | контрабандистка                                  |
| 1966 | ф   | Не самый удачный день                                  | Надежда Степанова, сестра Никиты                 |
| 1968 | ф   | Бриллиантовая рука                                     | Анна Сергеевна                                   |
| 1968 | ф   | Новые приключения неуловимых                           | дама в собольем палантине                        |
| 1968 | ф   | Любить                                                 | северянка                                        |
| 1969 | ф   | Неподсуден                                             | Вика, стюардесса                                 |
| 1971 | ф   | Держись за облака                                      | советская разведчица                             |
| 1973 | мтф | Семнадцать мгновений весны                             | Габи                                             |
| 1974 | ф   | Скворец и Лира                                         | Генриетта                                        |
| 1974 | ф   | Закрытие сезона                                        | Зоя Моренко, исполнительница мото-аттракциона    |
| 1975 | ф   | Когда дрожит земля                                     | Ирина                                            |
| 1976 | ф   | Ты — мне, я — тебе                                     | Валюша, подруга Ивана Кашкина                    |
| 1977 | ф   | Эти невероятные музыканты, или Новые сновидения Шурика | участница «вокально-инструментального ансамбля»  |
| 1978 | ф   | Корень жизни                                           | Сабина                                           |
| 1978 | ф   | Отец Сергий                                            | барыня                                           |
| 1979 | мтф | Место встречи изменить нельзя                          | Надя, сестра Ларисы Груздевой                    |
| 1979 | ф   | Недопёсок Наполеон III                                 | мама Веры Мериновой                              |
| 1981 | ф   | Третье измерение                                       | Ольга, жена Букреева                             |
| 1982 | кор | Мужской почерк                                         | Она                                              |
| 1983 | ф   | Анна Павлова                                           | Маша                                             |
| 1985 | ф   | День гнева                                             | женщина с развалин                               |
| 1988 | ф   | Охотники прерий в Мексике                              | крестьянка                                       |
| 1991 | ф   | И возвращается ветер…                                  | камео                                            |
| 1991 | кор | Предисловие                                            | Имя персонажа не указано                         |
| 1994 | ф   | Дом на камне                                           | нищенка                                          |
| 2004 | ф   | Богиня: как я полюбила                                 | мама-призрак                                     |
| 2004 | ф   | Дом у солёного озера                                   | Зигрид, немецкая журналистка                     |
| 2007 | ф   | Звезда империи                                         | гадалка                                          |
| 2007 | с   | Куратор                                                | Мария Тарасовна, бывшая актриса                  |
| 2009 | с   | Похищение богини                                       | Афродита Попандос, европейский цирковой продюсер |
| 2010 | с   | Гаражи (семнадцатая серия «Выпавшая девушка»)          | камео                                            |
| 2012 | ф   | Девушка и смерть                                       | старая Нина                                      |
| 2019 | с   | Беловодье. Тайна затерянной страны                     | камео                                            |

## Общественная позиция
9 февраля 2011 года актриса заявила корреспонденту Радио «Свобода», что она не подписывала «Письмо в поддержку приговора бывшим руководителям „ЮКОСа“» и впервые слышит о своей подписи под ним. Она также добавила, что ей жаль Ходорковского, и назвала его «человеком с большой буквы».

## Награды и звания
- Заслуженная артистка РСФСР (28 марта 1974 года) — за заслуги в области советского киноискусства[25];
- Приз «За преданность кинематографу» на XXI Российском кинофестивале «Литература и кино» (Гатчина, 2015)[26].